# Robert Mermet
Pour les articles homonymes, voir Mermet.
 (mai 2015).
Si vous disposez d'ouvrages ou d'articles de référence ou si vous connaissez des sites web de qualité traitant du thème abordé ici, merci de compléter l'article en donnant les références utiles à sa vérifiabilité et en les liant à la section « Notes et références ».
Robert Mermet, né Roger Mermet, dans le 2e arrondissement de Paris, le 3 mai 1896 et mort, à Bellerive-sur-Allier, le 11 octobre 1988, est un sculpteur français.

## Biographie
C'est avec une dispense de deux ans que Robert Mermet entre à l'École nationale supérieure des arts décoratifs de Paris. Il passera une partie de sa vie en Belgique, et entre en 1921 à l'Académie royale des beaux-arts de Bruxelles ou il intègre l'atelier du sculpteur Paul Dubois, et dans celui de Montal, professeur de dessin. En 1923, il est lauréat du grand concours triennal de sculpture de l'Académie royale des beaux-arts de Bruxelles. 
En 1941, il installe son atelier dans la briqueterie Fargette de Genat à Cusset, et y réalise des bustes des maires des environs ainsi que d'écrivains locaux.

## Collections publiques
- Barastre, La Maison Béthanie :  Christ
- Bioul: château Vaxelaire buste de François Vaxelaire
- Charleroi, palais du Commerce et de l'Industrie : Le Révolté ;
- Cusset :
  - Monument aux morts ;
  - Monument à Jean Moulin ;
  - musée de la Tour Prisonnière : Fin de fenaison, pierre, 1967 ;
  - place Louis-Blanc : Grenouille dans le bassin du jardin de la place (disparu en 1996) ;
  - square Georges-Roux : Monument à Georges Roux, buste en bronze ;
- Randan (Puy-de-Dôme), église : Christ, chêne ;
- Ygrande : 
  - Monument à Émile Guillaumin ;
  - musée Émile Guillaumin : Émile Guillaumin, buste.

## Élèves
- Jean-Charles Fumoux
- Georges Jeanclos, apprenti en 1947, grand prix de Rome de sculpture en 1959
- Jean-Claude Marc
- Danna Morreux